# كريستين تايلور
كريستين تايلور (بالإنجليزية: Christine Taylor)‏ ممثلة أمريكية من مواليد 30 يوليو 1971, كانت زوجة الممثل بن ستيلر وانفصلت عنه في 26 مايو 2017.

## مواقع خارجية
- كريستين تايلور على موقع IMDb (الإنجليزية)
- كريستين تايلور على موقع ألو سيني (الفرنسية)
- كريستين تايلور على موقع ميوزك برينز (الإنجليزية)
- كريستين تايلور على موقع أول موفي (الإنجليزية)
- كريستين تايلور على موقع بوكس أوفيس موجو (الإنجليزية)
- كريستين تايلور على موقع قاعدة بيانات الأفلام السويدية (السويدية)
- كريستين تايلور على موقع إن إن دي بي (الإنجليزية)
- كريستين تايلور على موقع قاعدة بيانات الفيلم (الإنجليزية)
- كريستين تايلور على موقع كينوبويسك (الروسية)